# 夜鶯營

夜鶯營

夜莺营成立于1941年，是德意志国防军陆军阿勃維爾下属的特别行动单位布蘭登堡部隊的一个子单位。1941年2月25日，阿勃维尔负责人、海军上将威廉·卡纳里斯下令组建夜莺营，服从德方指挥。军团由乌克兰人组成，其中有很多都是乌克兰民族主义者组织的成员或支持者。1941年6至8月间，夜莺营曾随南方集團軍参与巴巴羅薩行動。
夜莺营在德军發動巴巴羅薩行動的四天之前就來到蘇聯邊境。1941年6月23-24日夜间，该营向利沃夫方向移动。6月29日，第一批夜莺营官兵进入利沃夫城。夜莺营负责防守战略目标，其中最重要的就是位于利沃夫高城堡的广播电台。
6月30日，雅罗斯拉夫·斯特茨科通過位於利沃夫高城堡的广播电台宣读了《乌克兰国家恢复法案》，夜莺营人员参与并组织了这场行动。
德方拒不接受《乌克兰国家恢复法案》，德方于是将夜莺营召回克拉科夫，並于8月15日将其缴械。后来，该营被和罗兰德营一同整编为第201安保营。